# چاپو د سینالوآ
ارنستو پِرِس (اسپانیایی: Ernesto Pérez‎؛ زادهٔ ۲۳ اکتبر ۱۹۶۴) با نام هنری چاپو دِ سینالوآ خواننده، ترانه‌پرداز و بازیگر اهل مکزیک است که بیشتر در زمینهٔ موسیقی باندا و ترانه‌های ماریاچی فعالیت می‌کند. او از سن ۱۱ سالگی در یک گروه موسیقی محلی کلارینت می‌نواخت و بعدها نواختن گیتار بیس را هم آموخت. یکی از قطعات موسیقی متن فیلم بابل از ساخته‌های اوست. یکی از البوم‌های او در سال ۲۰۰۷ نامزد دریافت جایزه گرمی لاتین بود و در بیلبورد آمریکا به رتبهٔ ۹۵ رسید.